# Vincenzo Santapaola
Vincenzo Santapaola (Catania, 1969) è un mafioso italiano, legato a Cosa Nostra e considerato dalle autorità come l’attuale capo ufficiale della Famiglia di Catania.

## Biografia

### Contesto familiare e primi anni
Vincenzo Santapaola, comunemente conosciuto come "Enzo", è il figlio maggiore di Benedetto Santapaola, noto esponente della Famiglia di Catania, Sicilia, e di Carmela Minniti, proveniente da una famiglia borghese. Nato in una delle famiglie mafiose più influenti all’interno di Cosa nostra, la vita di Vincenzo fu plasmata fin dalla giovane età dal violento codice di condotta della Mafia e dalla sua radicata presenza nel panorama criminale siciliano. Nel 1978, suo padre divenne capo della Famiglia mafiosa di Catania, e il suo impero criminale si estese per diversi decenni, caratterizzato da tattiche spietate e da un’inflessibile presa sul potere nella zona.
Crescendo, Vincenzo fu immerso nel complesso mondo della criminalità organizzata, apprendendo fin da giovane età le dinamiche della vita mafiosa. Sua madre, Carmela, si oppose con forza al coinvolgimento di Vincenzo e dei suoi fratelli in quell’ambiente. Sognava per loro un futuro diverso e si adoperò attivamente per allontanarli dal contesto criminale del marito, iscrivendoli in scuole private frequentate dall’alta borghesia catanese. Nonostante le sue intenzioni, l’influenza travolgente dell’eredità dei Santapaola si rivelò difficile da contrastare. Il coinvolgimento di Vincenzo in Cosa Nostra appariva quasi inevitabile, poiché il prestigio e il potere del padre lo collocavano naturalmente al centro delle operazioni mafiose. Vincenzo ha anche un fratello minore, Francesco, che in seguito finirà anch’egli coinvolto nella stessa rete criminale. Questa dinamica familiare creò le basi affinché entrambi i fratelli svolgessero ruoli significativi nelle attività mafiose in Sicilia.

### Anni ’90: attività criminali e arresti
Il coinvolgimento di Vincenzo nelle attività criminali iniziò a delinearsi all’inizio degli anni ’90, un periodo caratterizzato da forti tensioni interne all’interno di Cosa Nostra. Nel dicembre 1992, Vincenzo fu arrestato insieme al fratello Francesco durante un’operazione su larga scala condotta contro esponenti mafiosi. Tuttavia, in seguito a un ricorso, entrambi furono scarcerati. Nonostante questo momentaneo passo indietro della magistratura, le attività criminali di Vincenzo proseguirono senza interruzioni e, già nel 1993, fu nuovamente arrestato nell’ambito dell’Operazione "Orsa Maggiore", una delle più importanti azioni antimafia condotte a Catania in quegli anni.
L’operazione Orsa Maggiore fu un’indagine chiave volta a far luce sui conflitti interni a Cosa Nostra, in particolare tra il clan dei Corleonesi e la Famiglia di Catania. Il coinvolgimento di Vincenzo in questo contesto, unito alla sua stretta associazione con le attività criminali del padre, lo rese una figura centrale negli affari mafiosi dell’epoca. Dopo un periodo di detenzione, fu successivamente rilasciato, ma ben presto si trovò nuovamente ad affrontare gravi problemi giudiziari, segno di una carriera criminale sempre più consolidata e radicata all’interno dell’organizzazione.
Il 1º settembre 1995, la madre di Vincenzo, Carmela Minniti, fu assassinata nel suo lussuoso appartamento situato nella zona di Cerza, a San Gregorio, nella periferia di Catania. A spararle fu Giuseppe Ferone, un ex alleato della famiglia Santapaola, mosso da un profondo desiderio di vendetta nei confronti di Nitto Santapaola. Ferone colpì Carmela con diversi colpi d’arma da fuoco, rendendo l’omicidio uno degli episodi più tragici e simbolici della faida interna che attraversava l’ambiente mafioso catanese in quegli anni.
Nel 1999, Vincenzo fu nuovamente arrestato nell’ambito dell’indagine denominata Orione 2, mirata a far emergere le crescenti tensioni tra le diverse fazioni di Cosa Nostra. L’inchiesta mise in evidenza la frattura sempre più profonda all’interno dell’organizzazione mafiosa, in particolare tra i fedelissimi di Totò Riina e quelli di Bernardo Provenzano. Il coinvolgimento di Vincenzo in questi contrasti confermò il suo ruolo di rilievo all’interno della mafia catanese, anche se fu successivamente scarcerato dopo un periodo di detenzione. Nel corso degli anni ’90 e dei primi anni 2000, gli arresti di Vincenzo si susseguirono con una certa frequenza, alternando fasi di detenzione e rilascio. Questa dinamica rifletteva non solo la centralità della sua figura nelle attività criminali della famiglia Santapaola, ma anche la complessità del lavoro delle forze dell’ordine impegnate nel tentativo di smantellare la rete mafiosa di cui faceva parte.

### L’omicidio di Angelo Santapaola (2007)
Uno degli eventi più significativi e scioccanti legati a Vincenzo Santapaola fu l’omicidio del cugino Angelo Santapaola, nel 2007. Questo delitto, che in seguito sarebbe stato centrale nella sua condanna, fu un atto brutale di violenza che rifletteva le profonde divisioni all’interno della stessa famiglia Santapaola. Angelo, che aveva iniziato a distaccarsi dalla leadership familiare e aveva tentato di farsi strada autonomamente nel mondo criminale, fu visto come una minaccia da Vincenzo. Le tensioni all’interno della famiglia avevano raggiunto un punto di rottura, e Vincenzo ordinò l’eliminazione di Angelo, considerandolo un ostacolo al mantenimento del controllo sulle attività criminali della famiglia.
L'omicidio di Angelo Santapaola, insieme alla sua guardia del corpo, Nicola Sedici, fu compiuto in modo raccapricciante. I loro corpi furono rinvenuti in un mattatoio di Ramacca, dove erano stati sottoposti alla brutale tecnica di lupara bianca, spesso utilizzata dalla mafia per far sparire i cadaveri. I resti furono bruciati e gettati via, lasciando poche prove. Tuttavia, le indagini alla fine indicarono Vincenzo come la mente dietro l'omicidio.
Il ruolo di Vincenzo in questo omicidio emerse grazie alle testimonianze di diversi collaboratori di giustizia, tra cui Francesco Squillaci, noto come “Martiddina”, che in passato aveva fatto parte di Cosa Nostra ma successivamente aveva deciso di collaborare con le autorità. La collaborazione di Squillaci con l’accusa fu fondamentale per far emergere il coinvolgimento di Vincenzo. Nonostante fosse stato indicato come l’istigatore dell’omicidio, Vincenzo fu assolto dalle accuse relative alla morte di Nicola Sedici.

### Arresto nel 2012
Nel 2012, Vincenzo Santapaola fu arrestato dai Carabinieri del Raggruppamento operativo speciale a Catania nell’ambito dell’inchiesta "Iblis," che indagava presunti legami tra mafia, imprese e politica. Inizialmente riuscì a sfuggire alla cattura durante l’operazione del 3 novembre 2010, rimanendo latitante mentre i procedimenti giudiziari proseguivano. Sebbene il Tribunale del Riesame avesse inizialmente annullato l’ordine di arresto, la Procura di Catania presentò ricorso alla Corte di Cassazione, che riformò la decisione e rimandò la questione a un nuovo collegio. Il nuovo tribunale confermò la necessità della custodia cautelare, reintegrando l’ordine di arresto, che fu quindi eseguito dalle autorità.

### Processo e condanna
L’omicidio di Angelo Santapaola fu centrale nel processo “Thor,” un importante procedimento giudiziario che esaminò decenni di violenza legata alla Mafia, comprese vendette, omicidi e lotte interne per il potere mafioso. Il processo, che coinvolse numerose altre figure di spicco della famiglia mafiosa di Catania, mise in luce l’intera portata delle attività criminali della famiglia.
Vincenzo Santapaola fu inizialmente condannato all’ergastolo per aver organizzato l’omicidio del cugino Angelo. Tuttavia, la Corte d’Appello ridusse successivamente la sua pena a 30 anni, a seguito di un accordo tra le parti. La condanna si basò sulle testimonianze di collaboratori di giustizia, tra cui Santo La Causa e Francesco Squillaci, che identificarono Vincenzo come il mandante degli omicidi. Il tribunale riconobbe Vincenzo colpevole di aver ordinato l’omicidio, ma lo assolse dalla responsabilità per la distruzione del corpo di Angelo.
Il processo, che coinvolse numerosi imputati, mise in luce i legami profondi tra la famiglia Santapaola e altre figure mafiose della Sicilia. Tra gli condannati vi furono altri membri della Mafia, tra cui Natale Filloramo, parente della famiglia Santapaola, e Orazio Magrì, l’esecutore materiale degli omicidi. Filloramo fu condannato all’ergastolo per il suo ruolo nei delitti, mentre Magrì ricevette una pena minore grazie alla sua collaborazione durante il processo, che portò a una riduzione della sua condanna. Il processo portò anche alla condanna di altri esponenti mafiosi, inclusi noti membri della mafia catanese, coinvolti in vari reati che spaziavano dal traffico di droga all’omicidio. Nell’ambito del procedimento, diversi collaboratori di giustizia, o “pentiti,” fornirono testimonianze fondamentali, contribuendo a ricostruire gli eventi che portarono agli omicidi e le attività della famiglia Santapaola.

### Controversie mediatiche e battaglie legali
Nel 2008, Vincenzo Santapaola cercò di far conoscere la sua versione dei fatti al pubblico inviando una lettera aperta dal carcere al quotidiano locale La Sicilia. Nella lettera, Vincenzo esprimeva il desiderio di condurre una vita lontano dal mondo criminale, presentandosi come una persona in cerca di redenzione. Sosteneva di essere ingiustamente detenuto al regime del 41 bis, una forma severa di detenzione riservata a figure di spicco della Mafia. La lettera, tuttavia, suscitò preoccupazioni tra esperti legali e giornalisti. I critici sottolinearono che il giornale aveva pubblicato la lettera senza fornire il contesto sul passato criminale di Vincenzo, cosa che molti considerarono una violazione dell’etica giornalistica.
La lettera, che ometteva qualsiasi riferimento al noto passato criminale di Vincenzo e agli atti violenti da lui commessi, fu vista da alcuni come un tentativo deliberato di presentare una versione edulcorata della sua vita. La pubblicazione della lettera scatenò dibattiti sulla responsabilità dei media nel trattare individui coinvolti nella criminalità organizzata, specialmente quelli con un passato così violento. In particolare, la mancanza di qualsiasi menzione del coinvolgimento di Vincenzo negli omicidi di Angelo Santapaola e Nicola Sedici fu considerata una grave omissione. Esperti legali, tra cui Franco Abruzzo, ex presidente dell’Associazione Lombarda dei Giornalisti, criticarono i media per non aver fornito un adeguato contesto alla lettera, affermando che il pubblico aveva il diritto di conoscere l’intera portata delle azioni di Vincenzo prima di essere esposto alle sue affermazioni personali di innocenza e sofferenza.

### Detenzione sotto il regime del 41-bis e controversie mediche
Negli ultimi anni, Vincenzo Santapaola ha ripetutamente richiesto la sospensione della sua pena detentiva per motivi medici, citando gravi patologie fisiche tra cui la paraplegia e la pancreatite cronica. Le sue richieste sono state sistematicamente respinte dai tribunali, che hanno osservato come avesse volontariamente interrotto la fisioterapia ritenuta necessaria dagli esperti medici. Inoltre, la sua istanza di poter accedere alla procreazione assistita è stata rigettata come irrilevante ai fini della sospensione della pena.
Tuttavia, nel 2021 la Corte Suprema ha annullato una sentenza precedente, evidenziando la prolungata sospensione delle terapie dovuta alla pandemia di COVID-19 e la carenza di adeguate cure mediche all’interno del sistema carcerario. La Corte ha criticato la contraddizione nel riconoscere la teorica adeguatezza del trattamento, pur ammettendone la pratica indisponibilità, sottolineando che la detenzione non deve mai scendere al di sotto di una soglia minima di dignità umana. Il caso rimane un punto di controversia riguardo al trattamento dei detenuti gravemente malati sottoposti al regime del 41-bis.